# 예루살렘 공방전 (1099년)
예루살렘 공방전 (1099년 6월 7일 – 1099년 7월 15일)은 제1차 십자군 전쟁 때 유럽 십자군이 일으킨 전투이며, 이 결과로 이슬람 세력의 파티마 칼리파국한테서 성도 예루살렘의 점령으로 이어졌고, 거의 2세기간 이어진 기독교 세력인 예루살렘 왕국의 토대를 이루었다. 예루살렘 점령은 1095년에 시작된 성지를 점령하려는 제1차 십자군의 마지막 주요 전투였다. 이 공방전에 대한 다수의 목격담이 기록으로 남아있으며, 그 중 가장 많이 인용되는 것은 익명의 작가가 쓴 '게스타 프랑코룸'이다.
세속 국가 건설이 선포가 이뤄지던 때, 십자군 지도자 중 주요 인물이던 부용의 고드프루아가 통치자로 선출되었으나, '왕'이라는 칭호는 피했다. 이 공방전 이후에 수 천 명의 무슬림들과 유대인들에 대한 학살과 성전산이 기독교 성소로 바뀌는 일이 벌어졌다.

## 배경
1095년 피아첸차 공의회에서, 교황 우르바노 2세는 1070년 이래로 셀주크 튀르크에 영토 다수를 상실한 비잔티움 제국의 잃어버린 영토를 해방시키는 것에 대해 서방 기독교의 도움을 요청하는 비잔티움 황제 알렉시오스 1세의 대사를 맞이하였다. 셀주크의 아스티크 이븐 우와크는 1073년에 파티마 왕조한테서 예루살렘을 점령하였으며, 예루살렘으로 찾아오는 순례를 더욱 어렵게 하였고 1077년에는 예루살렘에서 일어난 반란을 무자비하게 진압하였다. 이러한 도움 요청을 받은, 우르바노는 1095년 11월에 열린 클레르몽 공의회에서 성지 정복과 예루살렘의 성묘교회를 기독교인들의 손에 되돌리기 위한 열렬한 군사 요청 연설을 하였다. 그의 호소는 신을 위한 신성한 전쟁인 십자군의 막을 열었으며, 그는 이 십자군에 참여한 이들에게 천국행을 보장하였다.
1098년 6월 안티오키아 공방전을 성공적으로 끝낸 뒤, 십자군들은 그 해 나머지 기간을 그곳에 남아있었다. 교황 특사 르 퓌의 아데마르가 죽고 나서, 타란토의 보에몽은 안티오키아를 차지하였다. 불로뉴의 보두엥은 1098년 초에 점령한 에데사에 있었다. 다음으로 무엇을 할 것 인지를 두고 십자군 지도자들 사이에서 의견 충돌이 발생했는데, 만족감을 느끼지 못하던 툴루즈의 레몽은 마라 공방전 중 점령 목표인 마라트 알누만의 요새를 점령하러 안티오키아를 떠났다. 그 해 말경에, 소수의 기사와 보병들이 주요 귀족들이 없이 예루살렘으로 진격할 조짐을 보이고 있었다. 그러다 마침내 1099년 1월 13일에, 레몽은 지중해 해안가를 향하여 남쪽으로 진격하기 시작하였고, 그의 가신들이 되겠다고 동의한 노르망디의 로베르 그리고 보에몽의 조카 탕크레드가 그 뒤를 따랐다.
십자군은 이동을 하던 중에 아르콰에 공성전을 벌였으나 점령해내는 데는 실패하고 5월 13일에 철수하였다. 파티마조는 십자군이 예루살렘을 향해 진격해오지 않겠다는 조건 하에 강화를 맺으려 했으나, 무시되었고, 파티마 칼리파의 예루살렘 총독 이프티카르 아드다울라는 십자군의 의도를 알아차렸다. 따라서, 그는 예루살렘의 기독교인들을 모두 내쫓았다. 예루살렘으로 향하던 진군 중에 더 이상의 저항은 없었다.

## 공성전
예루살렘 총독 이프티카르 알다을라는 십자군이 도착했다는 소식을 들은 뒤 공성전 준비를 시작하였다. 그는 정예 이집트 기병 400명을 준비시키고 배신을 당할 우려로 도시에 있는 모든 동방 정교회 신자들을 추방시켰다 (안티오키아 공방전 당시, 피루즈라는 아르메니아인이 문을 열어 십자군의 도시 입성을 도왔다). 십자군들의 상황을 더욱 어렵게 만들기 위해, 아드다울라는 주변 지역 모든 우물에 독을 풀었고, 예루살렘 외각의 모든 나무들을 베었다. 1099년 6월 7일, 십자군은 파티마가 불과 1년 전에 셀주크한테서 탈환했던 예루살렘 도시 외부 요새 시설에 도착했다. 예루살렘은 4km 길이에 달하고, 3미터 두께에 높이가 15미터에 이르는 방벽의 보호를 받고 있었다. 이 성벽에는 양쪽의 탑의 보호를 받는 다섯 개 정문이 있었다. 십자군은 두 개 병력으로 나누어, 북쪽에서는 부용의 고드프루아, 플랑드르의 로베르, 탕크레드가 공격을 계획하고, 남쪽에서는 툴루즈의 레몽의 군대가 그와 위치했다.

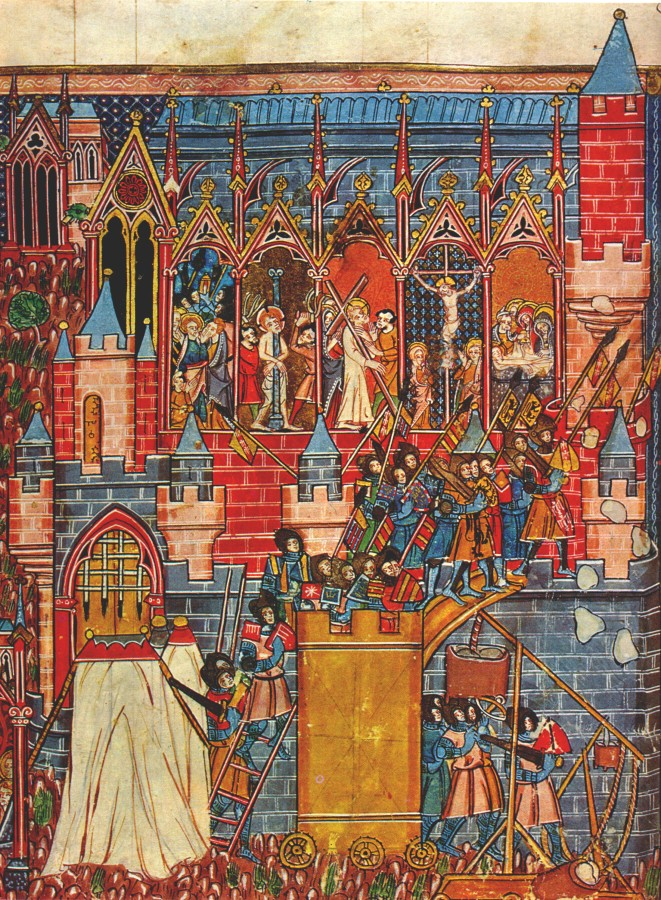
예루살렘 공방전을 묘사한 13세기 세밀화

파티마 칼리파 측은 이제부터 양면 전선에서 싸울 준비를 해야만 했다. 십자군은 위치를 잡은 뒤에 6월 13일 최초 공격을 실시하였으나 주요 문제는 공성 장비를 제작할 목제를 구할 방법이 없었다는 것인데 모든 나무들이 베어졌기 때문이었다. 그럼에도, 탕크레드는 한 동굴에 숨겨진 목제 더미를 발견해냈고, 이를 사다리에 만드는 데 썼다. 라인볼드(Rainbold)라는 이름의 한 기사가 성벽 위에 발 디딜 곳을 얻으러 사다리에 올랐으나 성공하지는 못 했다. 공격이 실패에 이르자, 십자군은 물러섰고 공성을 위한 도구 및 장비를 얻을 때까지 어떠한 공격 시도를 하지 않았다. 십자군은 식수 부족, 팔레스타인의 모든 걸 태워버릴 듯한 여름 열기, 식량 고갈 등 여러 많은 어려움을 겪었다. 6월이 끝나던 무렵, 파티마 왕조의 군대가 이집트에서 북쪽을 향해 진군한다는 소식이 전해졌다. 이러한 커져 가는 압박이 십자군들을 빨리 움직이게끔 했다.

## 최종 공세
1099년 6월 17일, 십자군은 야파항에 잉글랜드와 제노바의 선박들이 도착했다는 소식을 들었다. 잉글랜드와 제노바의 선원들은 공성 장비 제작에 필수적인 재료들 모두를 가져왔다. 노르망디의 로베르와 플랑드르의 로베르는 인근 숲에서 목제를 어렵게 구해왔었다. 굴리에모 엠브리아코와 베아른의 가스통의 지휘 하에, 십자군은 공성 무기 제작에 들어갔다. 이들은 거의 3주 만에 11세기 최고 수준의 공성 장비를 만들어냈다. 여기에는 거대한 바퀴가 달린 공성탑 두 대, 쇠를 두른 공성추 한 대, 수 많은 사다리, 다수의 이동식 욋가지 등이 있었으며, 이제 십자군은 공격 준비가 완료되었다. 파티마 측은 프랑크인들이 준비하는 것을 눈에 담고 있었고 공격이 시작되면 성벽 위에서 망고넬을 발사시킬 준비가 되어 있었다
1099년 7월 14일, 십자군은 공격을 시작하였다. 고드프루아와 그의 동맹은 예루살렘 북쪽 성벽을 향해 자리를 잡았고, 이들의 우선 순위는 도시의 성벽 바깥 막벽을 돌파하는 것이었다. 같은 날이 끝나갈 무렵 이들은 첫 번째 방어선을 돌파해냈다. 남쪽의 툴루즈의 레몽 군대는 파티마의 격렬한 저항을 마주했다. 7월 15일, 북쪽에서 공격이 재개되었고, 고드프루아와 동맹군의 공격이 성공을 거뒀고 십자군 투르네의 루돌프가 처음으로 성벽에 오른 인물이었다. 프랑크군은 재빨리 성벽에 거점을 마련하였고, 예루살렘의 방어선이 무너지자 파티마 병력에 공포의 물결이 닥쳤다.

## 여파

### 십자군의 예루살렘 입성
1099년 7월 15일, 십자군은 다윗탑을 통해 도시로 진입하였고 무슬림 및 유대인들 같은 거주민들에 대한 대량 학살을 벌이기 시작하였다. 파티마의 예루살렘 총독 이프티카르 알다을라는 가까스로 빠져나왔다. 목격자들의 기록물에 의하면, 예루살렘 거리가 피로 가득찼다고 하였다. 얼마나 많은 사람들이 살해당했는가에 대해서는 논쟁 중에 있으며 이슬람 역사 이븐 알아티르가 제시한 70,000명이라는 수치 (1200년경 문서)는 상당히 과장된 것으로 여겨지는데, 예루살렘의 인구가 십자군 진군 소식을 우려하며 찾아온 피난객으로 인해 늘어났을 것을 고려할 때 40,000명이 유력한 수치이다.

### 학살
공방전의 여파는 수천 명의 무슬림 및 유대인 대량 학살로 이어졌고 이에 대해 동시대 사료들은 야만적이고 만연하였다고 하며 성전산에 있는 이슬람 성소들을 기독교 성소로 전환이 이뤄졌다고 하였다.
공성전이 끝난 뒤 도시 거주민들에게 행해지는 잔혹한 행위들은 고대, 중세 전투사에 있어 기독교 및 이슬람 모두에게 일반적인 것이었다 십자군은 안티오키아에서 이미 그런 행위를 했었고, 파티마 측도 타오르미나, 로메타, 티레에서 그랬다. 그럼에도 예루살렘 거주민들에 대한 학살은 이러한 전례를 뛰어넘는 것으로 추측한다.

### 무슬림
많은 무슬림들은 알아크사 모스크, 바위의 돔, 성전산 지역에서 대피를 하려 했다. '게스타 프랑코룸'에 의하면, 성전산에 대해서만 이야기를 하는데, "...[우리는] 사람을 죽였고 심지어 솔로몬 신전에도 살육을 벌였는데, 이곳에서 죽은 자는 너무 많아 발목까지 차오른 피를 헤치며 나아갔다..." 또한 성전산 지역에 대해 기록을 남긴 아길레르의 레몽에 의하면, "솔로몬 신전과 그 현관에서 사람들이 무릎, 말고삐까지 차오른 피에 있다."라고 하였다. 성전산 사건에 대해 글을 썼지만, 당시에 보두앵과 에데사에 있었기에 목격자는 아니었던 샤르트르의 푸셰는 "이 신전에서 10,000명이 살해당했다. 사실, 그 장소에 있었다고 한다면 살해당한 자들의 피로 발목이 적셔지는 것을 볼 수 있었을 것이다. 이에 대해서 무엇을 더 말할 것인가? 살아남은 자는 그 누구도 없었고, 여성이나 어린 아이조차들에게도 자비가 없었다."라고 전한다.
'게스타 프랑코룸'의 목격자는 일부 사람들이 살아남았다고 하였다. 이 서적의 익명 저자는 이렇게 전한다,"이교도들이 항복하자, 우리들은 남자와 여자 많은 수를 붙잡았고, 죽이거나 이들이 원하면 포로로 남겨두었다." 이후에 게스타 프랑코룸은 "[우리 지도자들은] 또한 도시 전체가 시신들로 가득하자 모든 사라센 시체들을 심한 악취 때문에 도시 밖에 두라는 명령을 내려서, 따라서 생존한 사라센들은 문 앞에 시체들을 끌고 간 다음 시체들을 정렬시켰다. 이 살해당한 이교도들의 시체들로 피라미드같이 장례 더미가 만들어져 이들을 보거나 들은 이가 없었었으며, 신을 제외하고서는 이들의 숫자가 얼마나 되는지도 알 수 없다. 하지만 레몽은 예루살렘의 에미르와 그 주변 사람들이 온전히 아스칼론으로 인도해주었다."라고 하였다
또 다른 목격 사료인 아길레르의 레몽은 일부 무슬림들은 생존했다고 하였다. 성전산에서 죽은 이들을 이야기한 뒤, 그는 일부 사람들이 다윗 탑으로 대피했고, 레몽 백작에게 보호를 간청하며, 다윗탑은 그에게 바쳤다" 고 남겼다" 이 무슬림들은 아스칼론으로 향하는 파티마 총독과 같이 떠났다고 한다. 이 전승은 후대의 이슬람 역사가 이븐 알아티르에게도 알려졌는데, 그는 도시가 점령당하고 약탈당한 뒤에 "한 무슬림 무리가 다윗 예배당 (Mihrab Dawud)에서 방어벽을 치고 며칠간 싸웠다. 이들은 항복을 대가로 목숨을 보장받았으며 프랑크인들은 자신들의 말을 지켰고 이들은 밤에 아스칼론으로 떠났다."라고 하였다. 또한 카이로 게니자 중 한 부분은 일부 유대인 거주민들이 파티마 총독과 같이 떠났다고 나타내기도 하였다.
탕크레드는 성전 지구가 자신의 것이라 선포하고 그곳에 있던 얼마 안 되는 무슬림들에게 보호를 제공했으나 동료 십자군들 손에 이들이 죽는 것을 막을 수는 없었다. 게다가, 십자군들은 바위의 돔, 알아크사 모스크 등의 이슬람 성소들이 중요 기독교 지역이라 선포하였고, 각각을 '템플룸 도미니'(Templum Domini)와 '템플룸 살로모니스'(Templum Salomonis)으로 명칭을 바꾸었다. 1141년에, 템플룸 도미니는 축성이 이뤄졌고, 템플룸 사로미니스는 성전 기사단의 본부가 되었다.
직접 그 자리에 있지는 않았으나 유럽으로 돌아온 생존자들과 면담을 한 아헨의 알베르는 예루살렘 함락과 동반한 첫 번째 학살 이후, 또 다른 학살이 있었다고 하였다 "승전을 하고 나서, 3일 차에 지도자들은 모든 이들이 무기를 들고 아직까지 남아있던 이방인 무리에 대한 끔찍한 학살을 벌일 것을 촉구하는 내용을 발표하였다...이 이방인들은 금전 및 인간적 연민 때문에 그들이 남겨두었던 이들이었다". 하지만 살해당한 자들의 수가 명확하게 나타나지 않았고, 이 학살에 관한 동시대 사료도 존재하지 않는다.
십자군들이 많은 무슬림들과 유대인 거주민들을 죽였음에도, 현장 기록물들은 (게스타 프랑코룸, 아길레르의 레몽, 카이로 게니자 등 기록물) 일부 무슬림과 유대인 거주민들이 예루살렘을 떠나기 전까지 거주하는 걸 허락받았다고 하였다.

### 유대인

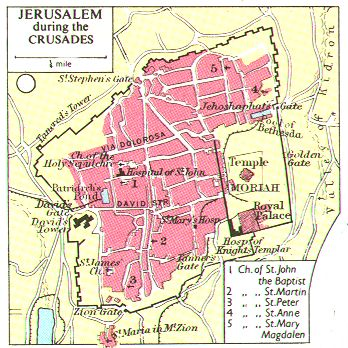
십자군 전쟁 당시 예루살렘 지도

유대인들은 도시를 지키기 위해 무슬림 병사들과 나란히 싸웠고, 십자군이 외벽을 돌파하자, 예루살렘의 유대인들은 '죽음을 준비'하기 위해 시나고그로 물러났다. 이슬람 연대기 작가 이븐 알콸라니시에 의하면, "유대인들은 시나고그에 모였고, 프랑크인들은 이에 불을 질러 태워버렸다." 동시대 유대인 전언은 예루살렘 시나고그 파괴를 확인해주었으며, 그럼에도 시나고그가 불에 탔을 당시 유대인들이 거기에 있었는지는 입증되지 않았다. 이 문서는 1975년에 역사가 쉘로모 도브 고이타인이 카이로 게니자에서 발견한 것이다. 역사가들은 이 전언이 공성전이 끝나고 겨우 2주 뒤에 쓰였을 것이라 판단하는데, 이런 점이 이 문서를 '예루살렘 공방전에 대해 어느 언어보다도 초기의 기록물'이 되게 하였다. 카이로 게니자에서 나온 아스칼론의 카라이트 유대교 문서는 몸값 때문에 십자군에 붙잡힌 일부 유력한 유대인 인사들이 아스칼론의 카라이트 유대인 지역사회가 요청받은 몸값을 지불하여 풀려났다고 나타낸다.

### 동방 기독교인
이따금식 주장되는 것과는 달리, 십자군들이 예루살렘에 있던 동방 교회 신도를 죽였다고 하는 현장 기록물은 없으며, 초기 동방 교회 사료들 (에데사의 마테보스, 안나 콤네나, 시리아인 미카엘, 등등)도 예루살렘에서 십자군들의 이러한 주장을 하지 않는다. 시리아 정교회 연대기에 의하면, 모든 기독교인들은 십자군이 도착하기 전부터 예루살렘에서 추방된 상태였다고 한다. 이 행위는 기독교인들이 십자군들과 공모하는 것을 방지하기 위해 파티마의 총독이 행한 것으로 보인다.
'게스타 프랑코룸'은 공방전이 끝난 지 2주하고 반 주가 되는 8월 9일 수요일에, 은수자 피에르가 모든 '그리스 및 라틴 사제들과 성직자들'이 성묘교회를 향해 감사의 행진을 할 것을 주장하였다고 하였다. 이는 일부 동방 기독교 성직자들이 공방전 기간 예루살렘에나 그 근방에 있었음을 시사한다. 1100년 11월, 샤르트르의 푸셰는 보두앵과 함께 예루살렘에 직접 방문하였을 당시, 그리스 및 시리아 교회 성직자들과 평신도들의 환대를 받았는데 (Book II, 3) 이 점은 1년 후에도 예루살렘에 동방 교회의 존재를 나타낸다.

## 새로운 통치자

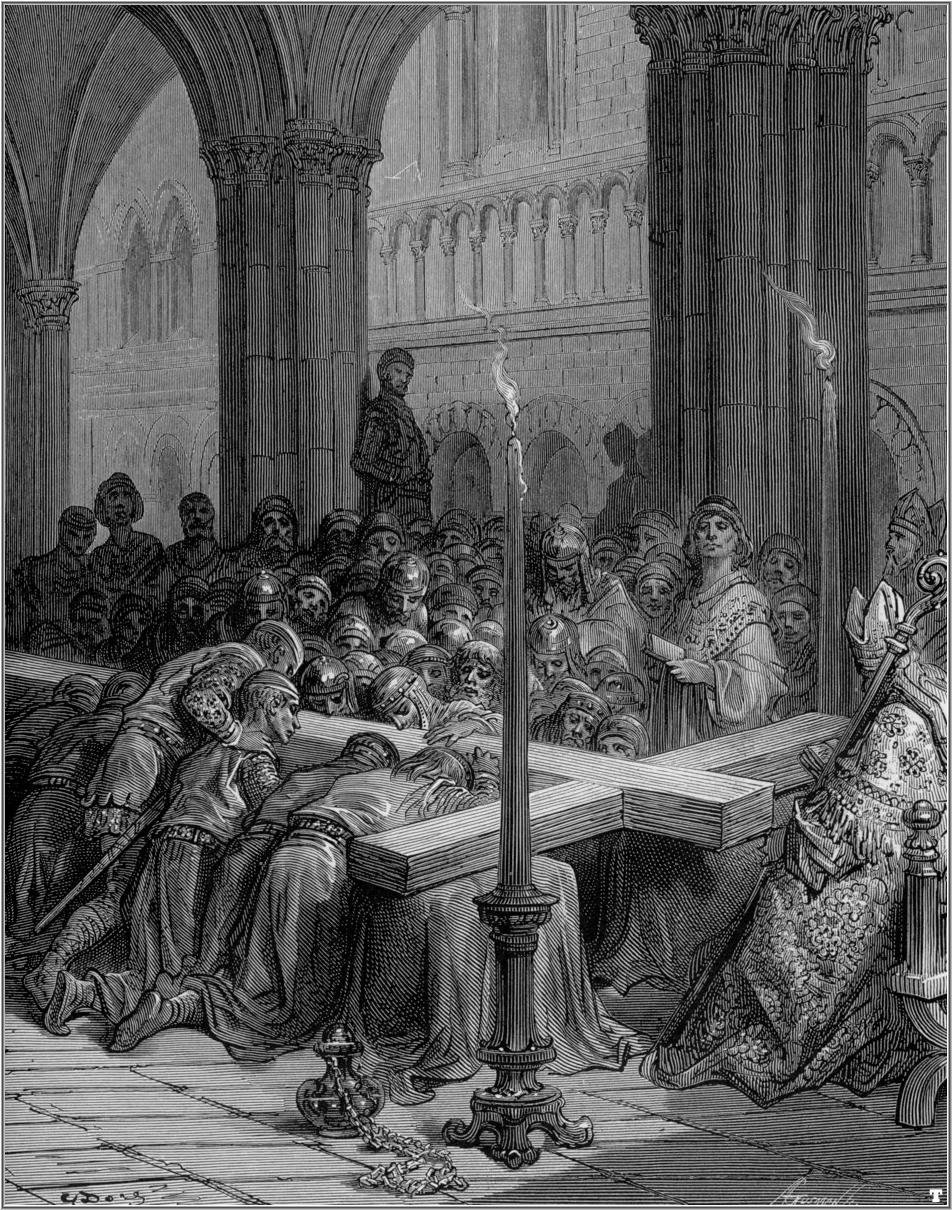
"성십자가의 발견" (귀스타브 도레)

7월 17일, 예루살렘의 왕에 오를 이를 논의하기 위한 공의회가 열렸다. 7월 22일에, 부용의 고드프루아 (예루살렘 정복에 중대한 역할을 함)는 그리스도가 죽은 도시에서 왕으로 임명되기를 거절하고, 그리스도가 가시관을 썼던 도시에서 황금으로 된 왕관을 쓰기를 거부한다고 말하며, 7월 22일에 예수가 죽은 도시에서 왕으로 임명되기를 거절하고 '아드보카투스 상크티 세풀크리' (성묘교회의 수호자)가 되었다. 레몽은 어떠한 작위도 받는 걸 거부하였고, 고드프루아는 마찬가지로 그가 다윗탑을 포기하도록 설득했다. 그 뒤에 레몽은 순례를 떠났고, 그의 공백 속에서 레몽이 피에르 바르텔미를 지지하였기에 반대했었던 쇼크의 아르뉠프가 8월 1일 초대 예루살렘 라틴 교회 대주교로 선출되었다 (예루살렘 동방 정교회 대주교의 권리는 무시되었다). 8월 5일에, 아르뉠프는 예루살렘의 살아남은 거주자들과 면담을 한 뒤 성물 성십자가를 발견해냈다.
8월 12일에, 고드프루아는 선봉대에 성십자가를 앞세워 군대를 이끌고 1099년 아스칼론 전투에서 파티마 군대와 맞붙었다. 십자군은 승전을 거뒀으나, 이 전투 이후에, 십자군 다수가 자신들이 맹세한 성전이 완료되었다고 여겼고, 몇 백 명의 기사들을 제외하면 모두 고향으로 돌아갔다. 그럼에도, 이들의 승리는 십자군의 예루살렘 왕국의 성립을 위한 기초를 마련하였다.
공방전은 순식간에 전설이 되었고 12세기 주요 무훈시 중 하나인 예루살렘의 샹송의 주제였다.

## 결론
제1차 십자군들은 자신들의 목표를 이루는 데 성공하였다. 교황 우르바노 2세는 클레르몽 공의회에서 성전의 불을 부쳤다. 많은 다른 십자군들은 여러 이유와 동기를 갖고 이 전쟁에 참가했었다. 예루살렘은 십자군들이 1187년 하틴 전투에서 살라딘에게 패하고, 세 달 뒤, 최후의 십자군들이 이 도시에서 축출될 때까지 거의 한 세기간 기독교인들의 손에 있었다. 제1차 십자군의 예루살렘 정복은 시간이 지남에 따라 계속 반향을 일으켰고 그 이후로 예루살렘 지역의 다양한 신앙 전통 간의 관계를 형성하였다.

## 참고 문헌
- Conor Kostick, The Siege of Jerusalem, London, 2009.
- Rodney Stark, God's Battalions: The Case for the Crusades, New York, 2009.
- Hans E. Mayer, The Crusades, Oxford, 1965.
- Jonathan Riley-Smith, The First Crusade and the Idea of Crusading, Philadelphia, 1999.
- Frederic Duncalf, Parallel source problems in medieval history, New York, London : Harper & Brothers, 1912. via Internet Archive. See Chapter III for background, sources and problems related to the siege of Jerusalem.
- Rubenstein, Jay (2011). 《Armies of heaven : the first crusade and the quest for apocalypse》. Basic Books. ISBN 978-0-465-01929-8.
- France, John (1994). 《Victory in the East : a military history of the First Crusade》. Cambridge: Cambridge University Press. ISBN 978-0521589871.
- Sir Archibald Alison, Essays, Political, Historical, and Miscellaneous – vol. II, London, 1850.
- The Siege and Capture of Jerusalem: Collected Accounts 보관됨 2014-08-14 - 웨이백 머신 Primary sources from the Internet Medieval Sourcebook.
- Asbridge, Thomas S. (2004). 《The First Crusade: A New History》 (영어). Oxford University Press. ISBN 978-0-7432-2084-2.
- Asbridge, Thomas (2012년 1월 19일). 《The Crusades: The War for the Holy Land》 (영어). Cambridge University Press. ISBN 978-1-84983-770-5.
- S.J. Allen, "An Introduction to The Crusades," University of Toronto Press, 2017